# Strömvapenfluga
Strömvapenfluga (Oxycera fallenii) är en tvåvingeart som beskrevs av Rasmus Carl Staeger 1844. Strömvapenfluga ingår i släktet Oxycera och familjen vapenflugor. Enligt den svenska rödlistan är arten nationellt utdöd i Sverige. . Arten har tidigare förekommit i Götaland men är numera lokalt utdöd. Artens livsmiljö är våtmarker, sjöar och vattendrag. Inga underarter finns listade i Catalogue of Life.